# 圣马库
圣马库（法語：Saint-Macoux，法語發音：[sɛ̃ maku]）是法国新阿基坦大區维埃纳省的一个旧市镇，属于蒙莫里永区。2024年1月1日，圣马库与市镇圣萨维奥勒合并为新市镇瓦勒德孔波尔泰。

## 地理
圣马库（46°7'3"N, 0°13'59"E）面积10.68 平方千米，位于法国新阿基坦大区维埃纳省，该省份为法国中西部省份，北起曼恩-卢瓦尔省和安德尔-卢瓦尔省，西接德塞夫勒省，南至夏朗德省，东南接上维埃纳省，东临安德尔省。
与圣马库接壤的市镇（或旧市镇、城区）包括：圣萨维奥勒、利马隆日、蒙塔朗贝尔、圣戈当、武莱姆。
圣马库的时区为UTC+01:00、UTC+02:00（夏令时）。

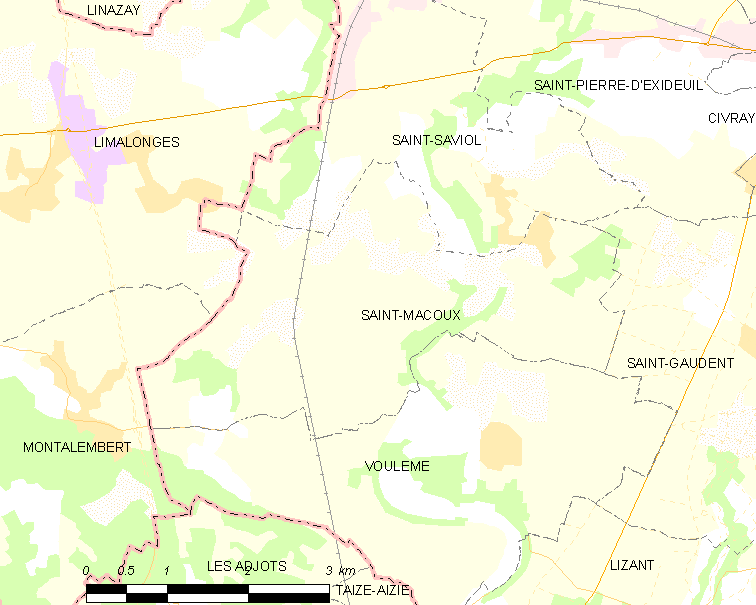
圣马库的OSM定位图

## 行政
圣马库的邮政编码为86400，INSEE市镇编码为86231。

## 政治
圣马库所属的省级选区为锡夫赖县。

## 人口

1962-2008年间圣马库人口变化图示

圣马库于2021年1月1日时的人口数量为478人。